# Фекленка
Фекленка — река в России, протекает по Ростовскому и Гаврилов-Ямскому районам Ярославской области. Фекленка зарождается в мелиоративной системе севернее села Ильинское-Урусово, огибает это село с запада, проходя между этим селом и Заречьем и мимо Кобикова течёт к Халдеево. У Халдеева, сливаясь с Жуковкой, образует Луть в 12 км от её устья по левому берегу. Длина реки — 12 км.

## Данные водного реестра
По данным государственного водного реестра России относится к Верхневолжскому бассейновому округу, водохозяйственный участок реки — Волга от Рыбинского гидроузла до города Кострома, без реки Кострома от истока до водомерного поста у деревни Исады, речной подбассейн реки — Волга ниже Рыбинского водохранилища до впадения Оки. Речной бассейн реки — (Верхняя) Волга до Куйбышевского водохранилища (без бассейна Оки).
Код объекта в государственном водном реестре — 08010300212110000010958.